# Mayré Martínez
Mayré Andrea de los Ángele Martínez Blanco (Sinh ngày 28 tháng 11 tại Caracas, Venezuela), là một ca sĩ nhạc pop Latin, nhạc sĩ. Cô đã trở nên nổi tiếng ở Mỹ Latinh sau khi chiến thắng mùa đầu tiên của chương trình thực tế Latin American Idol. Ở quê hương của cô, Venezuela, cô là một thí sinh trong chương trình thực tế của Đài phát thanh Truyền hình Venezuela Fama, Sudor y Lágrimas 2006, nơi cô đứng ở vị trí thứ năm, vì cô quyết định bỏ để tham gia dàn diễn viên của Thần tượng Mỹ Latinh. Cô là thí sinh lớn tuổi nhất từng giành giải Thần tượng Mỹ Latinh trước khi trở thành người chiến thắng cuộc thi lần đầu tiên.

## Nghề nghiệp
Mayré Martínez là một ca sĩ chuyên nghiệp, giáo viên hát và huấn luyện viên thanh nhạc. Cô ấy đã tạo ra một kỹ thuật mang tên mình.     Cô bắt đầu học hát từ năm 1983, với nhiều giáo viên tư nhân đến từ khắp nơi trên thế giới. Cô học nhạc trong nhạc viện "Lino Gallardo" và bàn phím trong "Trung tâm học tập Roland". Cô bắt đầu ca hát chuyên nghiệp vào năm 1994, biểu diễn trong vô số sản phẩm và quảng cáo trên truyền hình của các thương hiệu nổi tiếng như Barbie, Ford, và Fundición Pacifico, trong số những người khác. Hiện tại, Mayré Martínez đang tham gia vào nhiều chiến dịch quảng cáo, gần đây nhất là TOMI TIPI - một số trong số đó được thực hiện trong studio của riêng cô.
Năm 1998, Mayré Martínez được Ricardo Montaner mời, hát trong đoạn điệp khúc, trong chuyến lưu diễn "Es Así" (Theo cách này). Từ năm 1999 đến 2001, cô tham gia một số buổi hòa nhạc cùng với nhà sản xuất âm nhạc và guitarist Iván Weinreb, xung quanh Venezuela và quốc tế. Năm 2000, họ đã giành được một giải thưởng là tài năng quốc tế của "Festival de la Canción Latinoamericana" (Festival of Latino-American Song) ở California cho bài hát do Martínez và Weinberg sáng tác, có tựa đề "Con Nadie Más" (Không có ai khác). Năm 2001, Martínez và Weinberg quyết định thành lập "Academia El Arte de Cantar" (The Art of Singing Academy).
Vào cuối năm 2004, Hiệp hội Giáo dục Âm nhạc Quốc tế đã đưa Học viện vào danh mục của các tổ chức liên quan của họ, công nhận đây là học viện ca hát hay nhất ở Venezuela. Từ năm 2002, Martínez đã thực hiện hàng năm Lễ hội ca hát Mayré Martínez, một buổi hòa nhạc nơi các sinh viên của cô biểu diễn cho gia đình và bạn bè của họ.